# Just Music Festival
just music – Beyond Jazz Festival – ist ein Jazzfestival, das seit 2005 jährlich in Wiesbaden stattfindet.
Just Music startete im Jahre 2000 als monatliche Konzertreihe in der FilmBühne Caligari sowie mit einem kleinen Festival im Roncalli-Haus Wiesbaden. Später fanden die Konzerte im Thalhaus statt. Seit 2005 ist daraus ein internationales Jazzfestival in Wiesbaden entstanden. Veranstaltet und kuratiert vom Architekten und lokalen Konzertveranstalter Raimund Knösche und dem Pianisten Uwe Oberg, findet das Festival jeweils an zwei bis drei aufeinander folgenden Tagen Ende Februar im Kulturforum Wiesbaden statt. Der Schwerpunkt liegt auf den innovativen Spielarten improvisierter Musik. In der Vergangenheit traten u. a. auf: Peter Brötzmann, Marilyn Crispell, Digital Primitives, Eve Risser, Sebastian Gramss, Carl Ludwig Hübsch, Christian Lillinger, Heinz Sauer, Irene Schweizer, Aki Takase, Saadet Türköz. Am zweiten Festivaltag gibt es nachmittags einen Ensemble-Workshop, geleitet von einem prominenten Festivalmusiker/-musikerin. Die Workshop-Ergebnisse sind dann im Vorabend-Programm auf der Hauptbühne zu hören. Just Music war Ausrichter des Hessischen Jazzpodiums mit der Verleihung des Hessischen Jazzpreises 2007 (an Uwe Oberg) und 2013 (an Vitold Rek).